# Костарівці
Костарівці (пол. Kostarowce) — лемківське село в Польщі, у гміні Сянік Сяноцького повіту Підкарпатського воєводства.
Населення — 761 особа (2011).

## Історія
Село істнувало ще у давньоруські часи. Згадується в 1390 р. Входило до Сяніцької землі Руського воєводства. В 1440 р. в селі була церква.
За податковим реєстром 1565 р. в селі було 22 кмети на 13 і 1/2 ланах і піп (отже, вже була церква), корчмар з корчмою, 5 загородників з численними податками й повинностями, а війт звільнений від податків.
З 1772 року село належало до Сяноцького округу Королівства Галичини та Володимирії Австро-Угорщини.
У 1883 році село нараховувало 1047 мешканців (671 греко-католик, 206 римо-католиків і 169 невідомого віровизнання), була дерев’яна греко-католицька церква Преп. Симеона-Стовпника 1872 р., належала до парафії Чертіж Сяніцького деканату Перемишльської єпархії.
В 1936 р. в селі була окрема парафія, яка налічувала 1016 парафіян (ще було 207 римо-католиків і 11 юдеїв) та належала до Сяніцького деканату Апостольської адміністрації Лемківщини. Метричні книги велися від 1784 р. Також була читальня ім. Михайла Качковського.
На 1.01.1939 в селі проживало 1260 мешканців, з них 1040 українців-грекокатоликів, 200 українців-римокатоликів, 10 поляків і 10 євреїв. Село входило до Сяніцького повіту Львівського воєводства. Під час німецької окупації у школі почалося навчання українською мовою.
Після Другої світової війни українське населення було піддане етноциду. Частина переселена на територію СРСР в 1945-1946 рр. Родини, яким вдалось уникнути виселення, в 1947 році під час Операції Вісла були депортовані на понімецькі землі, на їхнє місце заселені поляки. Церква перетворена на костел у 1948 р.
У 1975-1998 роках село належало до Кросненського воєводства.

## Демографія
Демографічна структура станом на 31 березня 2011 року:
|          | Загалом | Допрацездатний вік | Працездатний вік | Постпрацездатний вік |
| -------- | ------- | ------------------ | ---------------- | -------------------- |
| Чоловіки | 382     | 84                 | 261              | 37                   |
| Жінки    | 379     | 87                 | 217              | 75                   |
| Разом    | 761     | 171                | 478              | 112                  |